# Рентгенографія

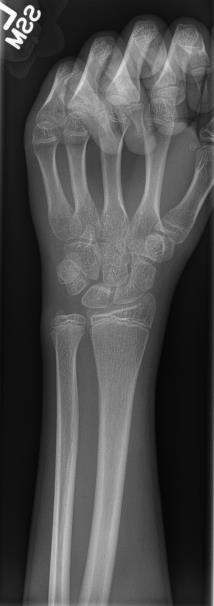
Ретгенологічний знімок лівого зап'ястка.

Рентгенографія (англ. projection radiography, plain film radiography, X-ray imaging, roentgenography, X-ray study, X-ray filming) — дослідження внутрішньої структури об'єктів, які відображаються за допомогою рентгенівських променів. Найчастіше термін використовують у контексті медичної візуалізації. Методика Rö (рентгенівського) дослідження ґрунтується на утворенні тіньового забарвлення на ренгенівській плівці під дією Rö-променів.

## Історія методу
Перші знімки в Х-променях зроблені видатним українським вченим Іваном Пулюєм 1895 р. за допомогою «лампи Пулюя». Потім з аналогічною лампою експериментував німецький вчений Вільгельм Рентген, який, на відміну від І. Пулюя, широко опублікував результати своїх досліджень і отримав в 1901 р. Нобелівську премію. На думку ряду українських і закордонних вчених, пріоритет винаходу Х-променів належить І. Пулюю.

## Принцип методу
Rö промені потрапляють на ренгтенівську плівку яка містить у своєму складі AgBr (Аргентуму Бромід), відбувається іонізація і поляризація променів, Аргентум відновлюється до Ag0 — і відбувається потемніння ренгенівської плівки.

### Особливості
- документальність;
- висока роздільна здатність;
- мале променеве навантаження (в порівнянні з рентгеноскопією)

## Застосування у мінералогії
Див. також Промислова рентгенографія
Метод дослідження речовини, зокрема мінералів, гірських порід, руд і продуктів їх технологічної переробки за допомогою рентгенівського проміння (в Х-променях). Базується на явищі дифракції рентгенівських променів кристалічними фазами досліджуваного об'єкта. Мета Р. — діагностика мінералів, встановлення їх реальної будови, тобто структурного стану, ступеня впорядкованості кристалічної структури, наявності в ній ізоморфних домішок, ступеня досконалості або спотворення структури, міри дисперсності мінералу, його текстурованості, ступеня метаміктизації. Див. рентгенографічний фазовий аналіз.

## Медицина
Одержання рентгенівського зображення на плівці — рентгенографія.
При рентгенографії пучок рентгенівського випромінювання направляють на досліджувану частину тіла; Х промені, що проникли через тіло хворого, попадають на плівку. Рентгенівська плівка має чутливість не тільки до рентгенівського випромінювання, але і до видимого світла. Тому її поміщають у касету, що захищає від видимого світла, але проникне для Х променів. Зображення на плівці стає видимим після фотообробки (прояв, фіксування). Готовий висушений знімок розглядають на світлі або на негатоскопі. Знімок будь-якої частини тіла встановлюють на негатоскопі в такому положенні, у якому лікар досліджував би дану частину тіла у хворого.
Метод рентгенографії відрізняється великими перевагами. Він простий і необтяжливий для хворого. Знімки можна робити як у рентгенівському кабінеті, так і безпосередньо в операційній, перев'язочній, або навіть у палаті (за допомогою пересувних рентгенівських установок). На знімках виходить чітке зображення більшості органів. Деякі з них, наприклад кістки, легені, серце, добре помітні завдяки природній контрастності. Інші органи ясно відображаються на знімках після їх штучного контрастування. Знімок є документом, що може зберігатися довгий час. Його можуть розглядати багато фахівців і порівнювати з попередніми і наступними рентгенограмами, тобто вивчати хвороби в динаміці.
Покази до рентгенографії досить поширені — з неї починають більшість рентгенологічних досліджень. Рентгенографію не слід застосовувати лише при загрозливому стані хворого, коли необхідно термінове оперативне втручання (наприклад, при відкритому пневмотораксі), а також при украй важкому стані хворого, коли будь-яке дослідження вже не може принести йому користі, але викликає зайві страждання.
Проведення рентгенографії вимагає дотримання визначених правил. Знімки кожного органа в більшості випадків повинні бути зроблені в двох взаємно перпендикулярних проєкціях, зазвичай використовують пряму і бічну проєкції. Знімки в двох взаємно перпендикулярних проєкціях дозволяють, крім того, визначати топографоанатомічні співвідношення органів.
Для попередження шкідливого впливу Х-променів на організм опромінюють лише досліджувану частину тіла, сусідні ділянки тіла закривають захисними пристосуваннями (зазвичай свинцевою гумою). Присутність сторонніх осіб (крім пацієнтів і персоналу) в процедурній рентгенкабінету заборонена, якщо необхідна присутність добровольців для допомоги важкохворому (зазвичай родичі), вони повинні бути одягнені в захисні фартухи з просвинцеваної гуми.
При рентгенографії прагнуть максимально наблизити досліджувану частину тіла до касети з плівкою. Тоді зображення є найбільш чітким і за розмірами мало відрізняється від справжньої величини досліджуваного органа. Але існує методика рентгенографії, при якій об'єкт, що досліджується, навпаки, поміщають порівняно далеко від плівки. У цих умовах через розбіжний характер пучка рентгенівського випромінювання виходить збільшене зображення органа. Такий спосіб зйомки одержав назву рентгенографії з прямим збільшенням зображення. Він здійсненний тільки при наявності особливих «гострофокусних» рентгенівських трубок і застосовується для вивчення дрібних деталей (маленьких вогнищ і судин невеликого калібру в легенях, окремих кісткових балок і трабекул тощо).
Розрізняють оглядові і прицільні рентгенограми. На оглядових одержують зображення частини ділянки тіла (грудна клітка, живіт тощо). А на прицільних знімках відображена окрема частина органа, що цікавить лікаря, причому в оптимальній проєкції, необхідній для виявлення визначених деталей.

## Цікаві факти
В СРСР за нестачі грамплатівок з популярною музикою був налагоджений запис гнучких платівок на доступному матеріалі — рентгенівській плівці. Такі записи отримали назву «на ребрах», оскільки матеріалом часто слугували рентгенівські знімки.

### Книги
- Рентгенодіагностика [Текст] : навч. посіб. для студ. вищ. мед. навч. закл/ За заг. ред. В.І. Мілька.- Вінниця : Нова книга, 2005. - 352 с.
- І. Пулюй. Збірник праць. — К.: Рада, 1996. — 712 с.
- Rafael Gualla / «Pulujisieren» statt «Röntgenisieren» // Wochenendbeilage der «Oberösterreichischen Nachrichten», 3. Februar 1962.
- Мала гірнича енциклопедія : у 3 т. / за ред. В. С. Білецького. — Д. : Донбас, 2007. — Т. 2 : Л — Р. — 670 с. — ISBN 57740-0828-2.

### Журнали
- Український радіологічний та онкологічний журнал[відсутнє в джерелі]
- American Journal of Roentgenology[відсутнє в джерелі]
- Seminars in Roentgenology[відсутнє в джерелі]
- Investigative Radiology[відсутнє в джерелі]
- Medical Image Analysis[відсутнє в джерелі]
- Radiology: Artificial Intelligence[відсутнє в джерелі]